# Wysockij
Wysockij – kompleks biznesowy znajdujący się w centrum rosyjskiego miasta Jekaterynburg w obwodzie swierdłowskim. W skład kompleksu wchodzi 28-metrowy budynek wielofunkcyjny oraz dwa wieżowce o charakterze biurowym, o wysokości kolejno 76 i 188 metrów, o łącznej powierzchni około 108 470 m². 
Pierwsze prace przy wznoszeniu centrum biznesowego rozpoczęły się w 2003 roku, a ukończono je w 2010 roku; drobne prace remontowe w najwyższym budynku trwały jeszcze do 2011 roku.
W sierpniu 2010 roku na zlecenie głównego dyrektora nowego centrum biznesowego Andrieja Gawriłowskiego ogłoszono konkurs na nową nazwę dla najwyższego wieżowca kompleksu. Ostatecznie nadano nazwę Wysockij na cześć Władimira Wysockiego, którego muzeum znajduje się w budynku.